# 伊希斯平原
伊希斯平原是位於火星一個巨大撞擊坑內的平原，中心位於 12°54′N 87°00′E / 12.9°N 87.0°E。這是火星上排名在希臘平原和阿爾及爾平原之後，第三大的撞擊坑，直徑約1500公里。因為被塵埃覆蓋的關係，在太空時代以前因為望遠鏡中見到的伊希斯平原亮度較高，在早期的火星圖上是有明顯反照率特徵的區域，稱為「Isidis Regio」。
小獵犬2號原本預定在2003年12月在伊希斯平原的東部登陸，但任務失敗。在伊希斯平原正西方是大瑟提斯高原。一個坡度平緩的盾狀火山在火星上是明顯相當低反射率的區域，形成時間在伊希斯平原之後。
火星偵察軌道器在伊希斯平原周圍發現了碳酸鎂。這種礦物是非酸性水曾經存在的指標，生命可能曾經在這個區域誕生 。
伊希斯平原的名字由來於較早期的名字「Isidis Regio」（伊西斯區）。伊西斯是掌管守護死者和生育的古埃及神祇。

## 外部連結
- Google Mars zoomable map centered on Isidis Planitia（页面存档备份，存于）